# Paul Anspach
Paul Anspach (Zwijndrecht, Bèlgica 1882 - Brussel·les 1981) fou un tirador d'esgrima belga, guanyador de cinc medalles olímpiques.

## Biografia
Va néixer l'1 d'abril de 1882 a la ciutat de Zwijndrecht, població situada a la província d'Anvers. Fou cosí del tirador d'esgrima i medallista olímpic Henri Anspach. Va morir el 28 d'agost de 1981 a la seva residència de Brussel·les, capital de Bèlgica.

## Carrera esportiva
Va participar, als 26 anys, en els Jocs Olímpics d'Estiu de 1908 celebrats a Londres (Regne Unit), on va aconseguir guanyar la medalla de bronze en la prova per equips de la modalitat d'espasa, així com finalitzar cinquè en la prova individual d'espasa. En aquests jocs també participà en la prova individual de sabre, si bé fou eliminat en segona ronda.
En els Jocs Olímpics d'Estiu de 1912 celebrats a Estocolm (Suècia) aconseguí guanyar la medalla d'or en la prova individual d'espasa i en la prova per equips. També va participar en la prova de floret, si bé fou eliminat en semifinals.
En els Jocs Olímpics d'Estiu de 1920, realitzats a Anvers (Bèlgica), aconseguí guanyar la medalla de plata en la prova per equips d'espasa, un metall que revalidà en els Jocs Olímpics d'Estiu de 1924 realitzats a París (França), on així mateix finalitzà novè en la prova individual d'espasa.
L'any 1906 fou un dels membres fundadors del Comitè Olímpic Belga. El 1913 també fou un dels fundadors de la Federació Internacional d'Esgrima (FIE), de la qual fou secretari general i president (1932-1939 i 1946-1950).